# Tipula (Lunatipula) erato
Tipula (Lunatipula) erato is een tweevleugelige uit de familie langpootmuggen (Tipulidae). De soort komt voor in het Palearctisch gebied.